# 櫻木充
櫻木 充（さくらぎ みつる）は日本の官能小説家。

## 経歴
1997年にフランス書院文庫よりデビュー。下着と匂いにたいするフェティシズム描写で知られる作家。

## 著書

### フランス書院文庫
- 二人の女教師・教え子狩り（1997年12月）
- 継母・二十九歳の寝室 濡れた下着の魔惑（1998年4月）
- スチュワーデス義母 黒いストッキングの挑発（1998年9月）
- 美紗は淫らな美人課長 甘い匂いのストッキング（1999年2月）
- 隣りのお姉さん・少年狩り（1999年5月）
- 新任英語教師・祐美子とテニスクラブ 濡れたアンダースコートの挑発（1999年8月）
- お姉さんはコンパニオン！ コスチューム＆レオタードの魔惑（1999年11月）
- 若美母 ボディスーツ＆下着の誘惑（2000年2月）
- 僕は少年奴隷 担任女教師とお姉さん（2000年5月）
- 隣りのお姉さまとおばさま（2000年8月）
- 沙紀子・二十八歳のレオタード 倒錯スポーツクラブ＆アンスコの誘惑（2000年10月）
- 美母の贈りもの（2000年12月）

### 美少女文庫
- Escalation〜隣りの未亡人（挿絵・LINDA、2005年4月）
- 隣りのお姉さん（挿絵・あずまゆき、2006年2月）